# Брэдли, Дональд Чарлтон
Дональд Чарлтон Брэдли (Donald Charlton Bradley,7 ноября 1924, Лондон — 20 декабря 2014, Лондон) — английский химик-неорганик, сделавший большой вклад в химию полупроводников, основатель химии алкоксидов и амидов металлов, почетный профессор неорганической химии.

## Биография
Дон Брэдли родился в Лондоне 7 ноября 1924. Большую часть своего детства он провел в Портслейде рядом с Брайтоном. Среднее образование он получил в Хоувской Графской школе. Во время войны работал в Британской исследовательской ассоциации электротехнической промышленности и смежных отраслей (ERA) в Альпертоне на северо-западе Лондона, где стал «студентом-стажёром» и исследовал влияние горчичного газа на электронику.
Дон поступил в колледж Биркбек в Лондоне, где присутствовал на занятиях по выходным в военные годы. В 1946 г. он получил степень бакалавра 1-го класса и вскоре, с 1947 г. начал работать над получением докторской степени.
Личная жизнь Брэдли складывалась весьма удачно. Дон познакомился с Констанцией Джой Хазельден (известной как Джой), когда работал в ERA, и они поженились в 1948 году.
Параллельно с подготовкой диссертации Дон выполнял некоторые преподавательские обязанности, в 1949 году получил звание доцента, а спустя три года стал постоянным преподавателем химии.
В 1959 Дон по приглашению переехал с семьей в Канаду, Западный Онтарио, в университете которого он проработал на должности профессора в 1959—1964 гг.
После пяти лет жизни в Канаде Дон Брэдли вернулся в Великобританию, где стал работать с 1965 года на кафедре неорганической химии в Колледже Королевы Марии в Лондоне вплоть до выхода на пенсию.
В 1985 году умерла жена Дона, Джой. После этого он взял на себя обязанности исполнительного редактора журнала «Полиэдр» с 1986 по 1991 год.
Дон Брэдли официально вышел на пенсию в 1987 году и впоследствии стал почетным профессором неорганической химии.
В январе 1988 года он познакомился с Энн Леви (урожденной Макдональд) а в июне 1990 года они поженились.
В 1988 году Брэдли стал почетным секретарем Королевского Института. Он проработал на этой должности в 1988—1992 годах.
Брэдли умер 20 декабря 2014 года в возрасте 90 лет

## Научные исследования

### Научная деятельность в период 1946—1959 годов
Во время подготовки диссертации Дон исследовал агрегатные и объёмные свойства соединений алкоксидов циркония. Вывел с помощью эбулиоскопических методов молекулярные массы данных соединений. Работа Брэдли на соискание степени доктора по алкоксидам циркония открыла целую область, весьма перспективную для изучения: химию металлалкоксидов.
Дон пришел к выводу о том, что наличие зависимости температуры кипения от стерического фактора для циркония более характерно, чем для титана, из-за большего ковалентного радиуса Zr. В дальнейшем Брэдли изучал и другие свойства алкоксидов металлов: взаимосвязь между молекулярной массой и летучестью этих веществ, механизмы их термического разложения. По результатам данных исследований Д. Брэдли с сотр. было написано несколько крупных работ.

### Научная деятельность в период 1959—1964 годов
В университете Западного Онтарио Дон получил доступ к современному спектроскопическому оборудованию, которого у него не было в Биркбеке. Брэдли исследовал контролируемый гидролиз широкого спектра алкоксидов и силоксидов металлов, а также интерпретировал данные о продуктах гидролиза и спрогнозировал возможный состав элементарной кристаллической ячейки.

### Научная деятельность в период 1964—2001 годов
Брэдли в начале 1970-х истолковал с помощью теории поля лигандов полученные в ходе измерений спектроскопические и магнитохимические данные для алкоксидов, амидов и силиламидов металлов с низким координационным числом. Впоследствии были обнаружены примеры данных соединений: мономерные трехкоординированные силиламиды M(N(SiMe3)2)3, M = Ti, V, Cr, Fe, и четырёхвалентные амиды M (NR2)4, M = Nb, Cr, Mo.
Были исследованы магнитохимические свойства трисилиламидов лантаноидов, а также химия бис-(силиламидов) щелочноземельных металлов
Под руководством Брэдли был синтезирован амид вольфрама (VI)
Дон опубликовал работы по химии замещения лигандов в амидных соединениях [M(NMe2)3], M = Ti и V и по фотоэлектронным спектрам соединений [M(N(SiMe3)2)3], M = Sc, Ti, Cr, Fe, Ga и In
В период 1980—1988 гг. Брэдли была проведена работа по исследованию связывания частиц M(NR) в имидометаллических соединениях
Дональд совместно с Джоном Эррингтоном, Аластером Нильсоном и Джоном Раннаклзом исследовал формирование димерных соединений с мостиковыми арилимидогруппами.
В ходе совместного с Рэем Ричардсом и Джоан Мейсон исследования были получены данные ЯМР 14N и 15N для 37 имидосоединений металлов, опираясь на которые, Брэдли установил существование зависимости экранирования азота от металла-комплексообразователя, заряда комплекса, а также от природы и относительной геометрии вспомогательных лигандов
Благодаря своим оригинальным исследованиям структуры и связывания алкоксидов, амидов и имидов металлов Дон стал широко известным ученым в неорганическом химическом сообществе.
Свой опыт в области летучести молекулярных органических соединений металлов Брэдли применил в работах над молекулярными прекурсорами и получением с их помощью тонких полупроводниковых пленок III / V.
Дон разработал способы хранения и доставки прекурсоров для изготовления тонких пленок фосфидов металлов.
Также Брэдли работал над химией карбонильных соединений металлов.
В последние годы своей активной научной жизни он исследовал зависимость степени конденсации продукта гидролиза от размера алкильной группы R в алкоксидном лиганде -OR. Одним из последних предметов его изучения были полиоксометаллические комплексы Ta8O10(OEt)20, Ta7O9(Opri)17 и Ta5O7(Obut)11.C6H5Me.

## Преподавательская деятельность
Дон являлся научным руководителем многих аспирантов и докторантов. Самым известным из них был его аспирант Малькольм Чизхольм, который работал над интерпретацией поля лигандов.

## Почести и награды

### Почетные звания
- Директор школы Хабердашерс 1973—1995 гг.
- Член Королевского общества 1980
- Член Совета Королевского института 1988—1992 гг.
- Секретарь Королевского института Великобритании 1988—1992 гг.
- Заслуженный профессор неорганической химии 1987 г.

### Награды
- Медаль Людвига Монда и лекция РСК 1987 г.
- Стипендия Королевы Марии 1988
- Королевская медаль от Королевского общества 1998 года
- Биркбекская стипендия 2005 г.

## Семья
Жена в первом браке — Констанция Джой Хазельден (поженились в 1948 году), жена во втором браке — Энн Леви (поженились в 1990 году), сын — Дэвид Брэдли, падчерица — Беверли Брэдли, внучка — Катрина Беверли.

## Личные качества и хобби
По свидетельству современников, Брэдли был скромным, проницательным человеком знатного происхождения, глубоко интеллектуальным и благородным. Он всегда был готов поддержать своих коллег. Увлекался классического музыкой (даже сам дирижировал), а также темой вин (имел свой винный погреб). Любил путешествовать вместе с женой Энн, в пожилом возрасте с удовольствием посещал международные конференции.